# Pierre-François Martinet
Pour les articles homonymes, voir Martinet.
Pierre-François Martinet, né le 6 février 1783 à Nouâtre et mort le 18 mars 1866 à Châtellerault, est un homme politique français.

## Biographie
Avocat et maire de Châtellerault de 1830 à 1835, il est élu député du 2e collège de la Vienne (Châtellerault) le 14 novembre 1837. Réélu, dans le même collège, le 2 mars 1839, il siégea dans les rangs de l'opposition libérale et combattit le ministère Molé.
Ayant échoué à sa réélection le 9 juillet 1842, Martinet vécut dès lors en dehors des affaires publiques.
Il est inhumé au cimetière Saint-Jacques, à Châtellerault.